# Odjeli Matice hrvatske
Pri Središnjici Matice hrvatske djeluju razni odjeli Matice hrvatske:

Odjel za arheologiju i etnologiju (pročelnik: Damir Zorić)
Odjel za demografiju (pročelnik: Anđelko Akrap)
Odjel za filozofiju (pročelnik: Petar Šegedin)
Odjel za glazbu (pročelnik: Pavao Mašić)
Odjel za gospodarstvo (pročelnik: Marijan Kostrenčić)
Odjel za jezikoslovlje (pročelnik: Jasna Šego)
Odjel za kazalište i film (pročelnik: Joško Ševo)
Odjel za književnost (pročelnik: Katica Čorkalo Jemrić)
Odjel za likovne umjetnosti (pročelnik: Iva Körbler)
Odjel za medicinu (pročelnik: Hrvoje Pezo)
Odjel za medije (pročelnik: Branko Lovrić)
Odjel za međunarodnu kulturnu i znanstvenu suradnju (pročelnik: Damjan Franjević)
Odjel za politologiju (pročelnik: Jure Vujić)
Odjel za poljodjelstvo (pročelnik: Ivo Miljković)
Odjel za povijest (pročelnik: Stjepan Matković)
Odjel za prirodoslovlje i matematiku (pročelnik: Jasna Matekalo Draganović)
Odjel za školstvo (pročelnik: Ljubica Banović)
Odjel za sociologiju (pročelnik: Darko Polšek)
Odjel za tehničku kulturu (pročelnik: Tomislav Malvić)

Odjeli održavaju predavanja, tribine i skupove iz područja svoga djelovanja.